# Township (Canada)
Township (în română district) este o zonă geografică de mici dimensiuni care este fie precis determinată ca dimensiuni, fie reprezintă o unitate locală de guvernare.
În fostele colonii britanice din Canada un district este numit township, el fiind o sudiviziune a comitatului, iar pe teritoriul canadian unde se vobește limba franceză el este numit canton.
- În Atlantic Canada, fosta colonie care azi este Noua Scoție, existau din anul 1764, 67 de astfel de districte numite township.
- În Ontario, în regiunile unde predomină pădurile, aceste districte sunt numite geographic township.
- În Quebec, unde se vorbește franceza, districtele sunt numite cantoane.
- În British Columbia, unde se vorbește engleza, districtul (township) se întinde în medie pe o suprafață cuprinsă între 9 km2 și 90 km2.